# Pelleautier
Pelleautier – miejscowość i gmina we Francji, w regionie Prowansja-Alpy-Lazurowe Wybrzeże, w departamencie Alpy Wysokie.

## Demografia
Według danych na rok 1990 gminę zamieszkiwało 378 osób, a gęstość zaludnienia wynosiła 30 osób/km². W styczniu 2015 r. Pelleautier zamieszkiwało 661 osób, przy gęstości zaludnienia wynoszącej 51,6 osób/km².